# برج نجات غریق

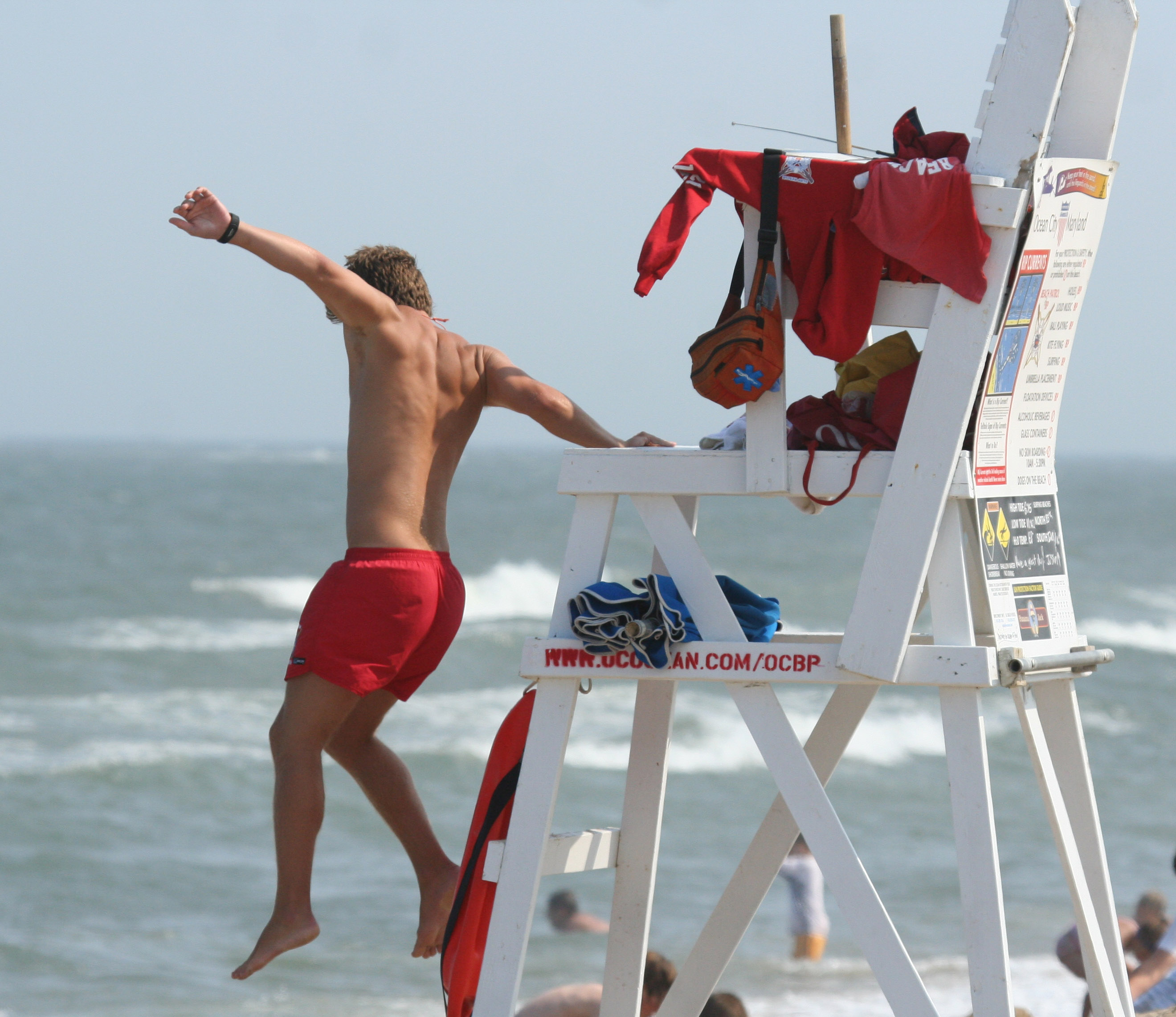

برج نجات غریق برجی است که در بر روی آن شناگران را می‌بینند تا از غرق شدن آنان جلوگیری کنند. همچنین برای تشخیص کوسه‌ها و خطرات دیگر هم به کار می‌رود.
معمولاً در استخرها هم از این برج استفاده می‌شود.

## منابع

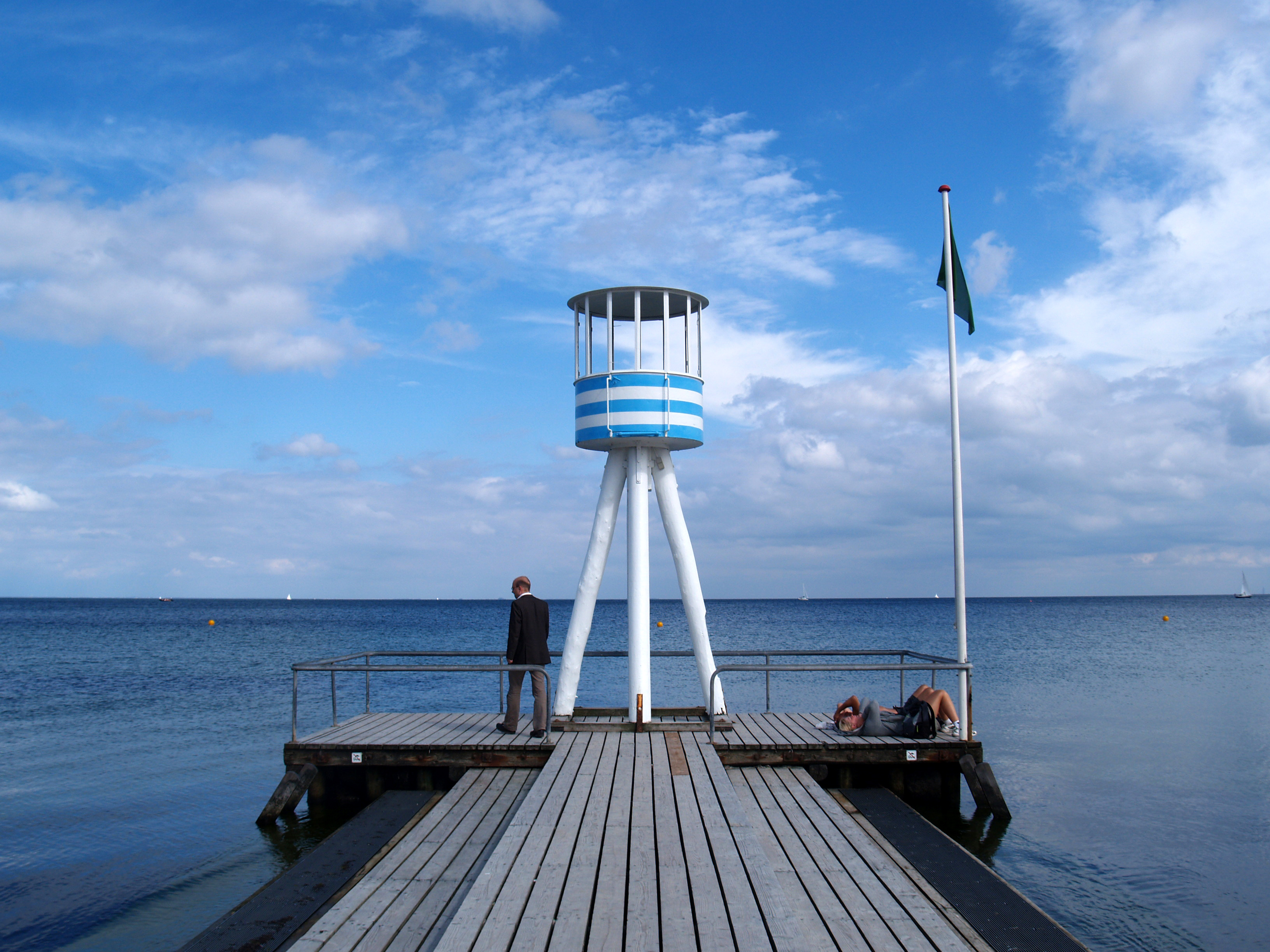